# St. Michael (Attel)

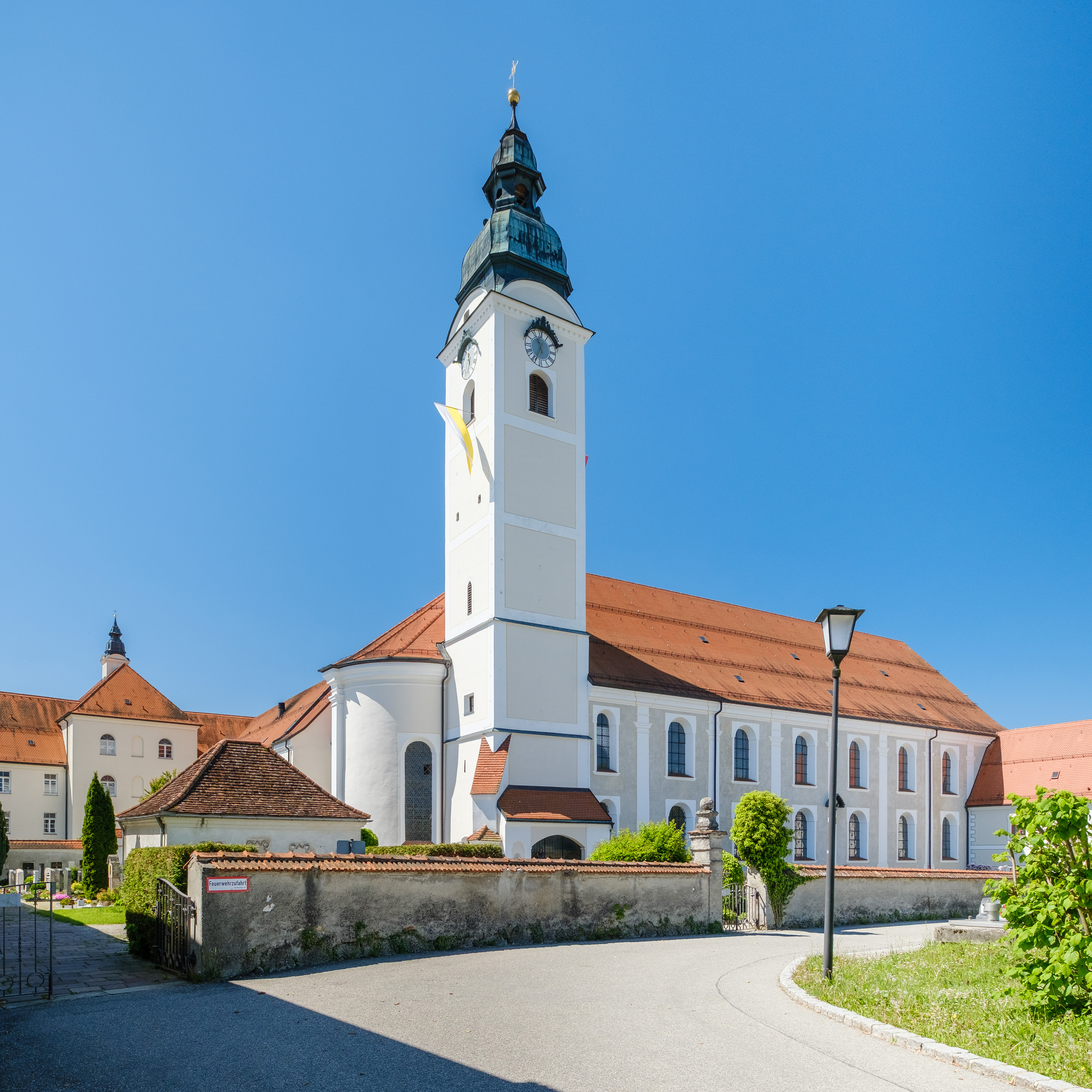
Pfarrkirche St. Michael (2025)

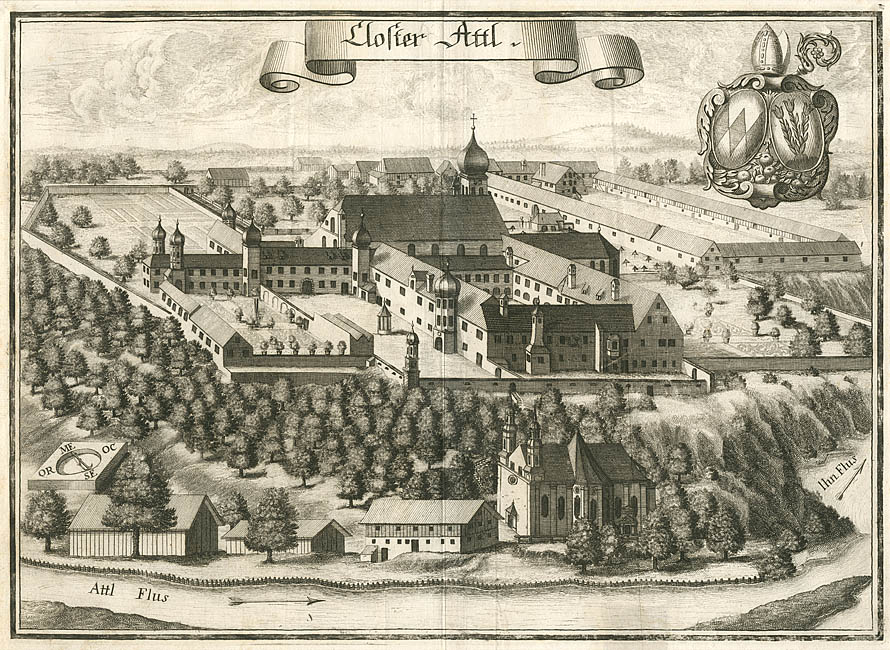
Kupferstich der Abtei Attel von Michael Wening in Topographia Bavariae um 1700

Die römisch-katholische Kirche St. Michael im Ort Attel (Stadtgemeinde Wasserburg am Inn, Landkreis Rosenheim) ist die ehemalige Kirche einer Benediktinerabtei. Heute ist sie die Pfarrkirche der Pfarrei Attel im Pfarrverband Edling (Erzbistum München und Freising).

## Geschichte
Das der heiligen Maria und dem Erzengel Michael gewidmete Kloster der Benediktiner wurde durch Graf Arnold von Diessen-Andechs um 1037 gegründet, ging aber in der Folgezeit wieder ein. 1137 erfolgte die Wiederherstellung des Klosters unter Graf Engelbert von Limburg. Aus dieser Zeit stammte auch die erste Klosterkirche, eine dreischiffige romanische Basilika aus dem 12. Jahrhundert. Eine Blütezeit erlebte die Abtei ab der Mitte des 15. Jahrhunderts, als 1452 von Tegernsee aus die Melker Reform in Attel eingeführt wurde. Ca. 1478/1482 wurde ein neuer Hauptaltar für die Abteikirche in Auftrag gegeben, der sich heute in der Staatlichen Galerie auf Burg Burghausen befindet (Atteler Altar) und kürzlich dem Landshuter Hofmaler Sigmund Gleismüller zugeschrieben wurde. 1509 wurde das bis heute erhaltene Stifterhochgrab aufgestellt.
1803 wurde das Kloster im Zuge der Säkularisation aufgelöst. Die Klostergebäude wurden teilweise abgerissen, teilweise von privater Seite erworben. 1874 übernahmen die Barmherzigen Brüder die erhaltenen Gebäude, in denen sie behinderte Menschen betreuten und pflegten. 
Nach der Machtübernahme der Nazis geriet die Pflegeanstalt Attl ins Fadenkreuz des Programms zur Ermordung kranker Menschen (Euthanasie). Nachdem bereits 1937 die Ordensbrüder durch die Gestapo verhört, drangsaliert und auch inhaftiert worden waren, erfolgte Ende September 1940 die Auflösung der Anstalt durch das Innenministerium. Zu diesem Zeitpunkt befanden sich noch 230 Patienten (Männer) in der Anstalt, deren Schicksal nur zum Teil geklärt werden konnte. 126 pflegebedürftige Menschen wurden zunächst in die Heil- und Pflegeanstalt Eglfing-Haar verlegt, wovon wiederum 83 Männer ab Oktober 1940 in die Tötungsanstalt Hartheim deportiert und dort umgebracht wurden. In Eglfing-Haar selber kamen sieben Menschen zu Tode, vermutlich in Folge von Unterernährung und Vernachlässigung. Ein Patient wurde am 20. September 1940 Opfer eines „jüdischen Sammeltransports“.
Am Heisererplatz in Wasserburg (Lage) wurde am 27. Januar 2020 das Denkmal und die Gedenkstätte für die Wasserburger Opfer des Nationalsozialismus eingeweiht. Die Anlage dient auch dem Gedenken an die Euthanasie-Opfer aus der Pflegeanstalt Attl und der Anstalt Gabersee.
Ab Januar 1942 befand sich in der ehemaligen Pflegeanstalt Attl ein Reservelazarett der deutschen Wehrmacht; es wurde im August 1945 auf Anordnung der amerikanischen Militärregierung geschlossen. Aus den Anstalten Attl und Gabersee wurden zwei DP-Lager für insgesamt ungefähr 2.500 Displaced Persons (DPs). „In Attel wurde zunächst ein UNRRA-Lager für polnische DPs (zumeist ehemalige Zwangsarbeiter) eingerichtet. Nach deren Wegzug im Oktober 1946, kamen 300 jüdische DPs nach Attel.“ Während es bei Juliane Wetzel heißt, die beiden Lager hätten bis Januar bzw. Juni 1952 bestanden, wurden laut der Stadt Wasserburg die Attl-Gebäude den Barmherzigen Brüdern schon am 1. Juni 1950 zurückgegeben. „Ab 1951 wurde die Behindertenbetreuung mit 100 „Pfleglingen“ wiederaufgenommen. 1970 übernahm der Caritasverband die Verwaltung der Stiftung Attl. 1979 wurde eine „Werkstatt für behinderte Menschen“ eingerichtet, es folgten eine „Förderschule zur individuellen Lebensbewältigung“ und die Gründung einer „Heilpädagogischen Tagesstätte“. 1987 gründete die Stiftung Attl ihre erste Außenwohngruppe. 1994 gab der Caritasverband die Verwaltung der Stiftung Attl ab, sie verwaltet sich seitdem selbst.“

## Zweite Abteikirche und heutige Pfarrkirche St. Michael

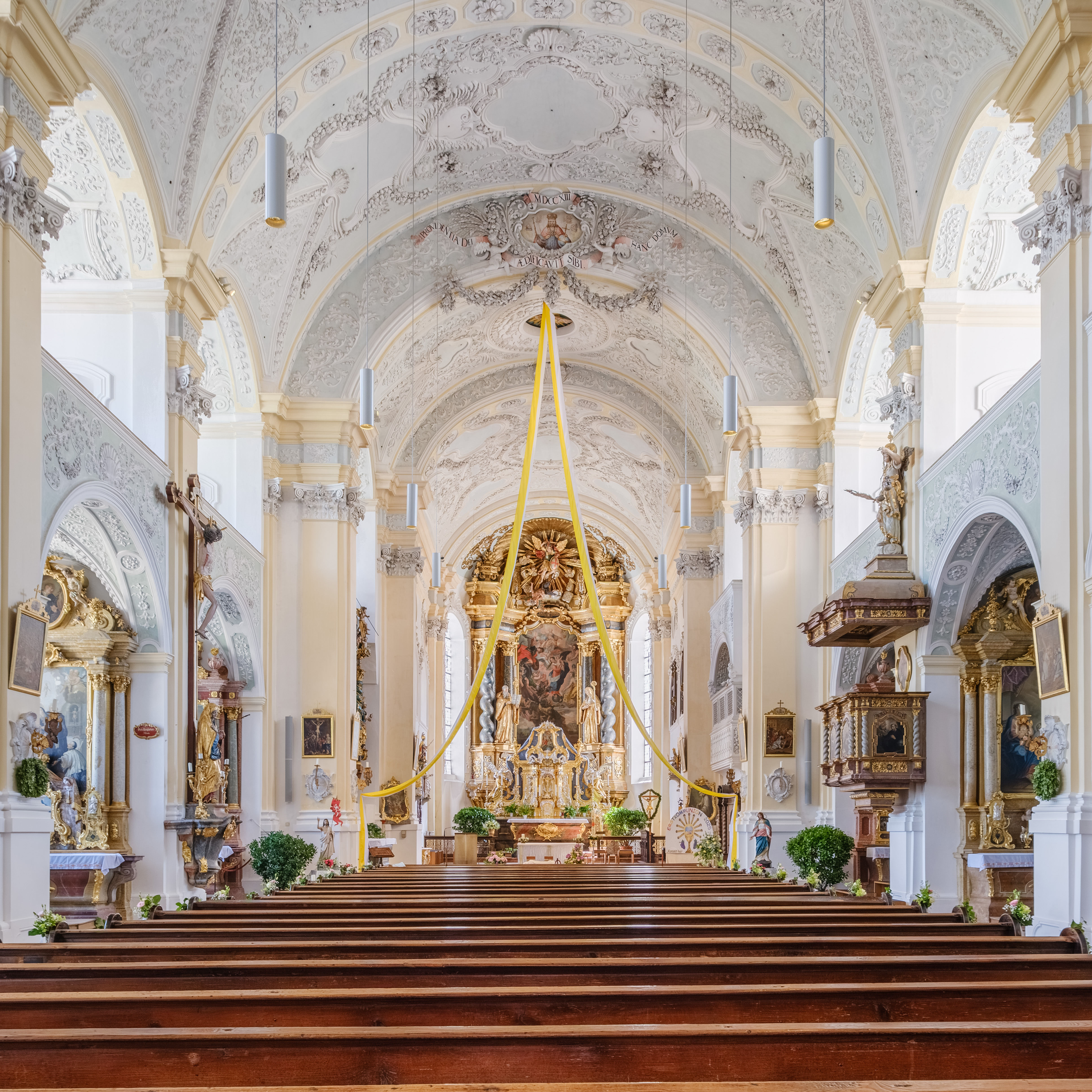
Innenansicht, Blickrichtung Hauptaltar

Unter Abt Cajetan Scheyerl (reg. 1703–1723) wurde durch Thomas Mayr ab 1713 die Klosterkirche aus dem 12. Jahrhundert abgerissen und durch einen barocken Neubau ersetzt. Die 1715 geweihte Abteikirche wurde unter Abt Nonnosus Moser (reg. 1723–1756) in den folgenden Jahrzehnten im Stil des Rokoko ausgestattet. Eine Renovierung erfolgte 1977/1978.
Der große Saalraum über fünf Achsen hat einen eingezogenen halbrund schließenden Chor und einen Nordturm mit gekuppelter Laterne. Im Westen hat das Vorjoch ein Tuffsteinportal und eine Orgelempore. Im Saalraum sind zwischen Wandpfeilern kreuzgewölbte Kapellenräume im Untergeschoss und quertonnengewölbte Emporen im Obergeschoss. Das Langhaus hat eine Stichkappentonne mit Gurtbögen über vorgelegten Pilastern. Die Kirche wurde 1715 mit geometrischen Ornamentformen mit Rosetten, Girlanden und Akanthusranken von Benedikt Zöpf stuckiert. In den Seitenkapellen steht die Stuckierung unter dem Einfluss von Johann Baptist Zimmermann.

### Ausstattung
Der Hochaltar von 1731 zeigt das Hochaltarblatt Apokalyptisches Weib von Bruder Leander Laubacher als Kopie des Malers Peter Paul Rubens. Seitlich stehen die Figuren der Heiligen Benedikt und Scholastika. Im Auszug steht eine Figurengruppe mit dem hl. Michael. Das Tabernakelbild zeigt die hl. Dreifaltigkeit. Im östlichen Joch steht der Kreuzaltar von Constantin Pader (1665). Der Kreuzaltar zeigt ein Gnadenkruzifix des 13. Jahrhunderts mit den Figuren der hl. Johannes Evangelist und Magdalena und im Auszug Gottvater mit der Weltenkugel. Die Seitenaltäre entstanden einheitlich um 1715 und zeigen zumeist Bilder vom Bruder Sebastian Zobl.

### Orgel

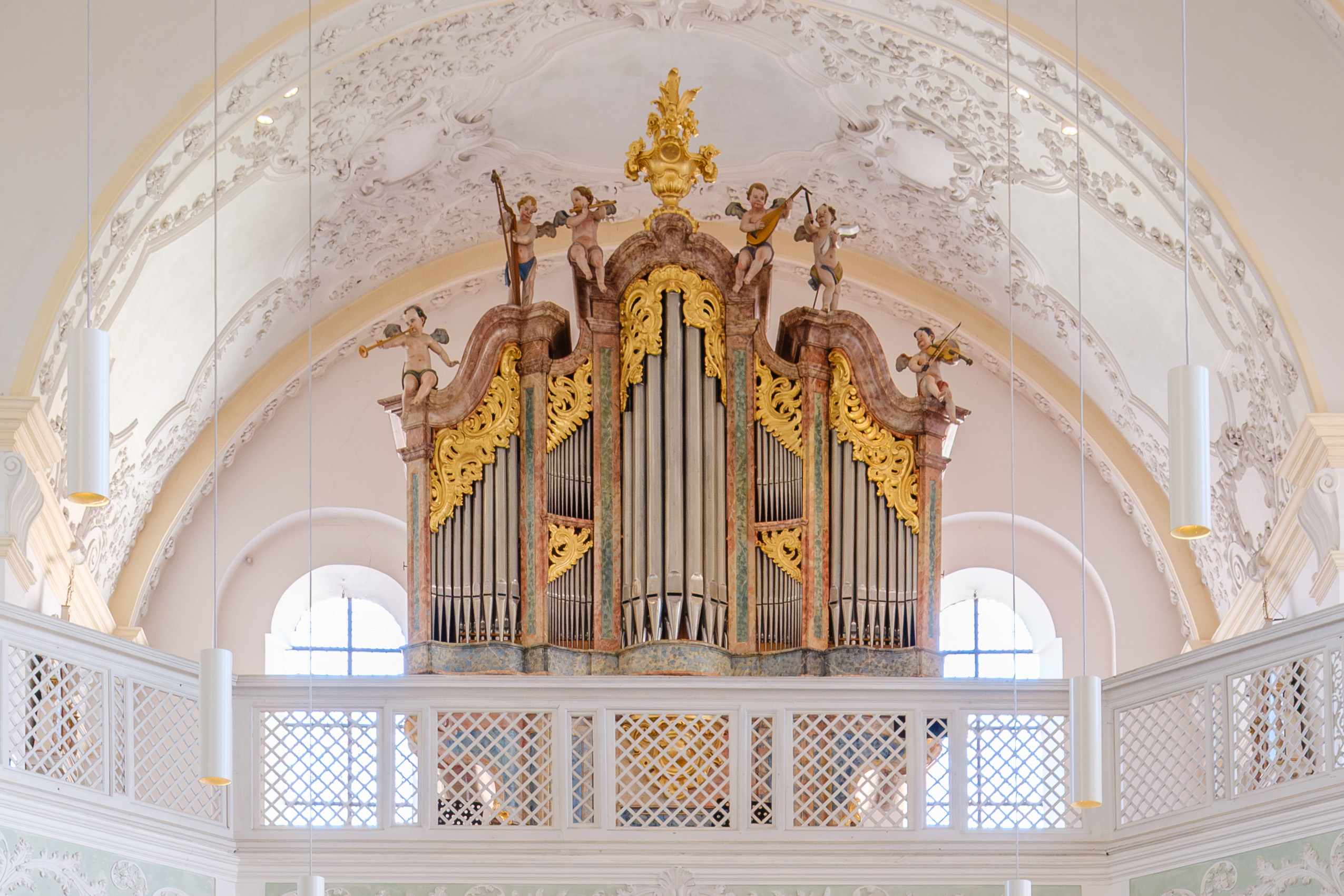
Die Orgel

Die Orgel mit 22 Registern auf zwei Manualen und Pedal wurde 2013 von Orgelbau Linder  gebaut. Der Prospekt und Teile einiger Register stammen noch aus einem Vorgängerinstrument von Anton Bayr aus dem Jahr 1769. Die Disposition lautet:
| I Hauptwerk C–f3 |    |                 |
| Principal        | 8′ | CDE–c3 orig.    |
| Copel            | 8′ |                 |
| Gamba            | 8′ |                 |
| Biffaro          | 8′ |                 |
| Octav            | 4′ |                 |
| Spitzflaut       | 4′ | CDE–b2 orig.    |
| Quinte           | 3′ | h1–c3 orig.     |
| Superoctav       | 2′ |                 |
| Flageolet        | 2′ | Wechselschleife |
| Mixtur IV        | 2′ |                 |
| Cymbel III       | 1′ |                 |
| Tromba           | 8′ |                 |
| Tremulant        |    |                 |

| II Oberwerk C–f3 |    |              |
| Copel            | 8′ |              |
| Salcional        | 8′ |              |
| Fugara           | 4′ | cis–b1 orig. |
| Flauto           | 4′ |              |
| Nasat            | 3′ |              |
| Flageolet        | 2′ |              |
| Tremulant        |    |              |

| Pedal C–d1 |     |
| Subbaß     | 16′ |
| Octavbaß   | 8′  |
| Quintbaß   | 6′  |
| Choralbaß  | 4′  |
| Pusaunbaß  | 16′ |

- Koppeln: I/P

## Liste der Äbte von Attel
Quelle
1. Wolfhold, zugleich Abt von Admont
2. Bernhard
3. Gunther, 1129
4. Wecelin, 1150
5. Albert, 1155
6. Heinrich I.
7. Egelolph, 1177
8. Pabo, 1195
9. Ulrich I., 1212, 1234
10. Conrad Crevlinger, 1247
11. Heinrich II. Stoeckl, 1247, 1255
12. Ulrich II., 1257
13. Heinrich III., 1285, 1287
14. Sibotho, 1299
15. Ulrich III.
16. Aubert
17. Friedrich I., 1308, 1326
18. Ulrich IV., 1341
19. Stephan I., 1361
20. Friedrich II., † um 1378
21. Seifrid I., † um 1385
22. Heinrich IV., † um 1400
23. Stephan II., 1406
24. Johann Koffraer, 1413, erhielt 1441 die Pontifikalien bestätigt
25. Georg Antzensperger, † 1463
26. Johann II., † 1478
27. Martin I., 1478–1498
28. Leonhard I., 1498–1501
29. Seifried II., 1501–1508
30. Martin II.
31. Leonhard II., † 1510
32. Engelbert I., 1510–1520
33. Leonhard Klampver, 1520–1535
34. Sebastian Adler, 1535–1547
35. Benedict I. Hohentanner, 1547–1569
36. Conrad II. Auer, 1569–1571
37. Engelbert II., 1571–1599
38. Conrad III. Zipf, 1599–1635
39. Martin III. Kellner, 1635–1646
40. Benedict II. Eisenhardt, 1646–1669
41. Engelbert III. Fischer, 1669–1687
42. Josef Mayr, 1687–1703
43. Cajetan Scheyer, 1703–1723
44. Nonnos Moser, 1723–1756
45. Dominicus I. Gerl, 1757–1789
46. Dominicus II. Weinberger, 1789–1803, † 1831.